# Aliweb
ALIWEB (англ. Archie Like Indexing for the WEB) считается первой поисковой системой, в то время как её предшественники были либо построены с другими целями (Wandex, Gopher), либо были только индексаторами (Archie search engine, Veronica и Jughead).
Система была анонсирована в ноябре 1993 года разработчиком Мартином Костером во время работы в Nexor и представлена в мае 1994 года на Первой международной World Wide Web конференции в ЦЕРН в Женеве. Aliweb опередил WebCrawler на несколько месяцев.
Aliweb позволил пользователям указывать расположение базы данных на своих сайтах, что позволило поисковой системе включать в результаты поиска веб-страницы пользователей, добавлять написанные пользователем описания страниц и ключевые слова. Это дало возможность веб-мастерам формировать описание под конкретную целевую аудиторию, которая попадала бы на их страницы через Aliweb. Aliweb не был широко используемой системой.
Мартин Костер, который также сыграл важную роль в создании стандарта исключений для роботов, уточнил сведения о системе и цели Aliweb с обзором его функций и структуры в ходе своего доклада в ЦЕРНе.
Костер не связан с коммерческим сайтом, который использует имя Aliweb.